# Metalkes
Metalkes (altgriechisch Μετάλκης Metálkēs) ist in der griechischen Mythologie einer der 50 Söhne des Aigyptos, des Zwillingsbruders von Danaos, und zählt daher zu den Aigyptiaden. 
Laut der schlecht überlieferten, unvollständigen Liste mit 47 von 50 Danaidenpaarungen in den Fabulae des Hyginus Mythographus wurde er von seiner Gemahlin Cleopatra in der Hochzeitsnacht getötet. In der Bibliotheke des Apollodor ist Kleopatra (Cleopatra) mit Agenor vermählt. Mit Menalkes kennt die Bibliotheke einen ähnlich klingenden Namen, der allerdings mit der Danaide Adyte als Gemahlin verbunden ist.